# Мюр-де-Баррес (кантон)
Мюр-де-Барре́с (фр. Mur-de-Barrez) — кантон во Франции, находится в регионе Юг — Пиренеи, департамент Аверон. Входит в состав округа Родез.
Код INSEE кантона — 1219. Всего в кантон Мюр-де-Баррес входят 6 коммун, из них главной коммуной является Мюр-де-Баррес.

## Коммуны кантона
| Коммуна       | Население, чел. (2007) | Почтовый индекс | Код INSEE |
| ------------- | ---------------------- | --------------- | --------- |
| Бромма        | 718                    | 12600           | 12036     |
| Лакруа-Баррес | 521                    | 12600           | 12118     |
| Мюр-де-Баррес | 821                    | 12600           | 12164     |
| Мюроль        | 106                    | 12600           | 12166     |
| Тоссак        | 462                    | 12600           | 12277     |
| Терондель     | 481                    | 12600           | 12280     |

## Население
Население кантона на 2007 год составляло 3 109 человек.
| 1962  | 1968  | 1975  | 1982  | 1990  | 1999  | 2006  | 2007  |
| ----- | ----- | ----- | ----- | ----- | ----- | ----- | ----- |
| 4 257 | 4 508 | 4 252 | 4 150 | 3 768 | 3 345 | 3 140 | 3 109 |